# Mageia
Mageia是一个非营利组织及其主导的Linux发行版的名称。

## 名称
“Mageia”一词出自希腊语“μαγεία”，在英语中对应为"magic"，即“魔术”。之所以取这一名称，灵感来自魔术师利昂·曼德拉克的名字，而曼德拉克也是Mandriva Linux发行版的原名。

## 创建
2010年9月18日，一批前Mandriva雇员与社群支持者宣布创建Mandriva Linux的衍生发行版，并把这个由社群主导的新发行版命名为“Mageia”。当时，Edge-IT（Mandriva子公司）在公司重整过程中解聘了为Mandriva发行版工作的多数雇员。Mageia开发团体指出，他们“不想受制于一个公司频繁波动的经济状况和飘忽不定、难以解释的战略举措。”
Mageia组织对新的发行版进行管理和协调，包括：源代码和软件的托管与分发、系统构建、市场化、开展交流和活动。

## 目标
Mageia组织在2010年9月18日的声明中列出发行版的开发目标：
- 使Linux操作系统和自由与开源软件能直接为任何人所用；
- 提供集成的系统配置工具；
- 在基础系统、桌面环境（KDE/GNOME）和应用软件之间保持高水平的整合，特别是改善第三方（自由或专有）软件之整合；
- 采用新的架构与布局规格；
- 增进对计算机和电子设备用户的理解。

## 开发进度

### Mageia 1
2011年2月15日，Mageia 1的第一个alpha版本（代号“Cantine”）发布，提供32位和64位DVD映像文件。Mandriva Linux 2010.2的用户可以直接通过在线升级的方式安装Mageia。
3月15日，Mageia 1的第二个alpha版（代号“Primavera”）发布。这一版本拥有的SRPM软件包已超过6100个，集成LibreOffice、Eclipse、RPM 4.8.1和KDE 4.6.1，并解决了alpha 1版的大量bug。Alpha 2提供32位和64位的DVD映像文件，以及最小化安装32位或64位的CD映像文件。
4月5日，Mageia 1的第一个beta版发布。较之alpha 2，beta 1对亚洲语言的支持更好，LibreOffice本地化得到加强，系统的视觉识别集成（visual identity integration）得到改进，并增添了更多的软件包。
4月26日，Mageia 1的第二个beta版本发布，主要是解决了许多bug，并对软件进行了更新，其内核版本已更新至2.6.38.4。Mageia 1的软件包版本在此前一周已经冻结，这意味着在6月份正式版发布之前不会再接受来自软件开发上游新的、大的改变，而专注于解决系统存在的bug，并改善用户的视觉和操作体验。同时，Mageia项目在组建安全团队，着力提升系统的安全性。4月28日，32位版本的Mageia 1 beta 2的Live CD发布，分别预装KDE和GNOME桌面环境。
5月17日（北京时间5月18日），Mageia 1的RC版本发布。
6月1日，Mageia 1正式发布，提供的光盘映像文件包括32位DVD、64位DVD，支持32位和64位的基础组件安装CD（Dual Arch CD），预装KDE桌面环境的欧美版/亚洲版/非洲版32位LiveCD，预装GNOME桌面环境的欧美版/亚洲版/非洲版32位LiveCD，以及32位/64位网络安装CD。Mageia 1包含源代码软件包7389个，二进制软件包基于i586和x86_64架构分别有14226个。
Mageia 1的正式发布，是Mageia项目的重要里程碑。自2010年9月至2011年6月的九个月间，来自世界各地的上百名贡献者组成10余个团队协作开发这一项目，187人捐助资金。2011年6月，Mageia项目已拥有位于法国巴黎和马赛的3个数据中心的7台服务器，其发行版在全球19个镜像站点发布。

### Mageia 2
2011年11月25日，Mageia 2的第一个alpha版本发布。
12月15日，Mageia 2的第二个alpha版本发布。
2012年1月12日，Mageia 2的第三个alpha版本发布。
2月21日，Mageia 2的第一个beta版本发布。
3月15日，Mageia 2的第二个beta版本发布。
4月18日，Mageia 2的第三个beta版本发布。
5月9日，Mageia 2的RC版本发布。
5月22日，Mageia 2正式发布。
6月3日，因桌面默认背景图片的许可证问题，Mageia 2的光盘映像文件更新版本发布，桌面默认背景图片采用pr09studio设计的原始作品。
Mageia 2采用内核3.3.6、glibc 2.14.1、X server 1.11.4，系统启动机制采用systemd、dracut和initrd。Mageia 2的主要更新有：桌面环境方面：KDE 4.8.2、GNOME 3.4.1、XFCE 4.8.3；网页浏览器方面：Firefox ESR 10.0.4、Chromium 18.0.1025.168、Opera 11.64；办公软件方面：LibreOffice 3.5；图像处理软件方面：GIMP 2.8.0、Inkscape 0.48.3.1、Blender 2.63a；多媒体播放软件方面：VLC 2.0.1、MPlayer 1.rc4；虚拟化软件方面：VirtualBox 4.1.12、Wine 1.4；服务器软件方面：Apache 2.2.22、Cherokee 1.2.101、lighttpd 1.4.30、nginx 1.0.15、MariaDB 5.5.23替代MySQL。

### Mageia 3
2012年9月7日，Mageia 3的第一个alpha版本发布。
2012年10月14日，Mageia 3的第二个alpha版本发布。
2012年11月14日，Mageia 3的第三个alpha版本发布。
2012年12月19日，Mageia 3的第一个beta版本发布。
2013年1月25日，Mageia 3的第二个beta版本发布。
2013年3月10日，Mageia 3的第三个beta版本发布。
2013年3月31日，Mageia 3的第四个beta版本发布。
2013年4月21日，Mageia 3的RC版本发布。
2013年5月19日，Mageia 3正式发布。

### Mageia 4
2013年8月10日，Mageia 4的第一个alpha版本发布。
2013年9月6日，Mageia 4的第二个alpha版本发布。
2013年10月2日，Mageia 4的第三个alpha版本发布。
2013年11月14日，Mageia 4的第一个beta版本发布。
2013年12月13日，Mageia 4的第二个beta版本发布。
2014年1月18日，Mageia 4的RC版本发布。
2014年2月1日，Mageia 4正式发布。
2014年6月20日，Mageia 4.1維護版本发布。

### Mageia 5
2014年7月8日，Mageia 5的第一个alpha版本发布。
2014年8月13日，Mageia 5的第二个alpha版本发布。
2014年11月11日，Mageia 5的第一个beta版本发布。
2015年1月16日，Mageia 5的第二个beta版本发布。
2015年2月13日，Mageia 5的第三个beta版本发布。
2015年4月26日，Mageia 5的RC版本发布。
2015年6月19日，Mageia 5正式发布。

## 参阅条目
- Mandriva Linux发行版
- Mandriva, SA（股份公司）
- PCLinuxOS, 基于Mandriva Linux开发的Linux发行版。
- Unity Linux, 基于Mandriva Linux开发，目标在于为最终用户发行版提供基础架构。

## 资料来源
1. ↑  "Mageia 9 has been released"; 作者姓名字符串: marja; 作品或名稱使用語言: 英語; 出版日期: 2023年9月4日; 检索日期: 2023年9月5日.
2. ↑  . Mageia. November 17, 2012  [March 3, 2013]. （原始内容存档于2013-07-01）.
3. ↑  Brown, Eric. "Mandriva forks to Mageia Linux" （页面存档备份，存于）. 2010年9月20日.
4. ↑  Linton, Susan. "Developers fork Mandriva Linux - Welcome Mageia" （页面存档备份，存于）. 2010年9月24日.
5. ↑  Ennael. "Starting with Mageia: download it!" （页面存档备份，存于）. 2011年2月15日.
6. ↑  Ennael. "Mageia 1 Alpha 2: Primavera is coming!" （页面存档备份，存于）. 2011年3月15日.
7. ↑  Ennael. "Try Mageia 1 Beta1 right now!" （页面存档备份，存于）. 2011年4月5日.
8. ↑  Ennael. "And now it’s time for beta 2" （页面存档备份，存于）. 2011年4月26日.
9. ↑  Ennael. "Live CDs are now available for tests!" （页面存档备份，存于）. 2011年4月28日.
10. ↑  Ennael. "Final release approaching now: RC available for last tests" （页面存档备份，存于）. 2011年5月17日.
11. ↑  Rda. "Our baby is here: Mageia 1" （页面存档备份，存于）. 2011年6月1日.
12. ↑  "Mageia 1" （页面存档备份，存于）. 2011年6月1日.
13. ↑  Trish. "Mageia 2 Alpha 1 – ready for testing!" （页面存档备份，存于）. 2011年11月25日.
14. ↑  Trish. "Next step – Alpha 2 is ready to test" （页面存档备份，存于）. 2011年12月15日.
15. ↑  Ennael. "Here comes Mageia 2 Alpha3!" （页面存档备份，存于）. 2012年1月12日.
16. ↑  Ennael. "Mageia 2 is approaching: test Mageia 2 beta 1" （页面存档备份，存于）. 2012年2月21日.
17. ↑  Ennael. "Mageia 2 beta 2: near the goal!" （页面存档备份，存于）. 2012年3月15日.
18. ↑  Ennael. "Last run for Mageia 2: test beta 3!" （页面存档备份，存于）. 2012年4月18日.
19. ↑  Ennael. "Almost there: download Mageia 2 RC – new date for final release" （页面存档备份，存于）. 2012年5月9日.
20. ↑  Trish. "Our baby’s growing up: Mageia 2 is here" （页面存档备份，存于）. 2012年5月22日.
21. ↑  Ennael. "We are replacing Mageia 2 background image" （页面存档备份，存于）. 2012年5月31日.
22. ↑  Ennael. "Mageia 2 updated is now available" （页面存档备份，存于）. 2012年6月3日.
23. ↑  .   [2012-06-09]. （原始内容存档于2012-05-25）.
24. ↑   （页面存档备份，存于）. 2012年9月7日.
25. ↑   （页面存档备份，存于）. 2012年10月14日.
26. ↑   （页面存档备份，存于）. 2012年11月14日.
27. ↑   （页面存档备份，存于）. 2012年12月19日.
28. ↑   （页面存档备份，存于）. 2013年1月25日.
29. ↑   （页面存档备份，存于）. 2012年3月10日.
30. ↑   （页面存档备份，存于）. 2012年3月31日.
31. ↑   （页面存档备份，存于）. 2012年4月21日.
32. ↑  Trish. "All grown up and ready to go dancing: Mageia 3′s out!" （页面存档备份，存于）. 2013年5月19日.
33. ↑   （页面存档备份，存于）. 2013年8月10日.
34. ↑   （页面存档备份，存于）. 2013年9月6日.
35. ↑   （页面存档备份，存于）. 2013年10月2日.
36. ↑   （页面存档备份，存于）. 2013年11月14日.
37. ↑   （页面存档备份，存于）. 2013年12月13日.
38. ↑   （页面存档备份，存于）. 2014年1月18日.
39. ↑  . trish. 2014-02-01  [2014-02-01]. （原始内容存档于2021-01-29）.
40. ↑  Rémi Verschelde. .   [2014-06-20]. （原始内容存档于2021-01-24）.
41. ↑   （页面存档备份，存于）. 2014年7月8日.
42. ↑   （页面存档备份，存于）. 2014年8月13日.
43. ↑   （页面存档备份，存于）. 2014年11月11日.
44. ↑   （页面存档备份，存于）. 2015年1月16日.
45. ↑   （页面存档备份，存于）. 2015年2月13日.
46. ↑   （页面存档备份，存于）. 2015年4月26日.
47. ↑  . Rémi Verschelde. 2015-06-19  [2015-06-19]. （原始内容存档于2020-11-08）.